# Історія Північної Македонії
Ця стаття про історію Республіки Північна Македонія. Якщо Ви шукали статтю про історію області Македонія, див. Історія Македонії.

Північна Македонія та історична область Македонія

Історія Республіки Північна Македонії як держави налічує трохи більше півстоліття: в 1945 році в складі Федеративної Народної Республіки Югославія була утворена Народна республіка Македонія (з 7 липня 1963 — Соціалістична Республіка Македонія), яка після розпаду федерації в 1991 році отримала незалежність. Відносно молодим є також і македонський народ, який сформувався лише в XX столітті.
На території сучасної Республіки Північна Македонія ще в епоху створення «Іліади» (VIII ст. до н. е.) жили племена пеонійців. У IV столітті до н. е. на території Північної Греції утворилося давньомакедонське царство, яке підкорило Стародавню Грецію, а в період правління Олександра Великого стало величезною імперією, яка охоплювала землі до Індії і Єгипту. Після смерті Олександра його держава розпалася, а у II столітті до н. е. в результаті Македонських воєн Македонія була завойована Римською республікою. Протягом наступних кількох століть країна залишалася римською провінцією і в такій якості в 395 році була включена до складу Східної Римської імперії (Візантії). Проте, потрібно зазначити, що стародавні македонці мають грецьке походження, тому не мають родинних або культурних зв'язків з сучасним македонським народом.
Новий етап в історії Македонії почався в VI столітті, коли на цих землях розселилися стародавні слов'яни. У VII—VIII ст. на македонських землях існував слов'янський племінний союз під назвою Склавінія. У цей період відбулося навернення тамтешнього населення до християнства. У IX ст. македонські землі увійшли до складу Болгарського царства (окрім регіону Фессалонік (нині м. Салоніки, Греція) та земель у пониззі річок Струма і Места). Занепад Болгарського царства призвів у 971 році до загарбання Візантією території, проте населення протягом 969—76 років чинило активний опір завойовникам. Перемога в боротьбі проти Візантії заклала підвалини незалежної держави, центр якої знаходився в македонському місті Прилеп. За часи правління царя Самуїла (997—1014) межі держави були розширені шляхом приєднання західноболгарських земель, Фессалії, Епіру та Боснії. У 1018 році царство було захоплене Візантією, яка здійснювала у македонських землях політику еллінізації слов'ян. Це спричинило повстання 1040 та 1072 років і сприяло поширенню серед населення земель богомильства та павлікіанства.
У 1230 році Македонія увійшла до складу 2-го Болгарського царства, а з середини XIV ст. — до Сербії. Після смерті в 1355 році «короля сербів і греків» Стефана Душана і розпаду Сербської держави центрально-західна частина Македонії опинилася під владою жупана міста Прилеп — Вукашина Мрнжачевича. У цей час південно-східні македонські землі контролювалися деспотом Йованом Углешем Мрнячивичем, а північно-західні — Куманова Дерном (Деяновичем). Поразка від османів у битві на р. Мариця (басейн Егейського моря; 1371) призвела до загарбання македонських земель, які з 1395 року опинилися під владою султанів Османської імперії.
В добу османської окупації Македонії частина християнського населення була знищена. Багато феодалів втекли на захід і північ, частина з них пішла на компроміс з османською владою, а деякі прийняли іслам. Етнодемографічний склад жителів македонських земель упродовж століть відзначався певною строкатістю, але слов'яни з періоду заселення цих територій завжди становили переважну частину тамтешнього населення. На початку 19 ст. з майже мільйона мешканців краю 725 тис. були православними християнами, левову частину яких складали слов'яни. Окрім мусульманського населення (арнаути, албанці, турки), у краї жили також вірмени, євреї, цигани тощо.
У національно-визвольному русі проти османів 1821—1829 років активну участь брали слов'яни. Одночасно були висунуті претензії греків на македонські землі, які у складі Османської імперії залишалися одними з найвідсталіших, проте розвитку їх господарства сприяла портова Солунь (нині м. Салоніки, Греція). Формування македонського національно-культурного руху (1-ша половина XIX ст.) відбувалося в руслі болгарського Відродження та відділення болгарської православної церкви від Константинопольського патріархату. Болгарські просвітники прагнули утвердження у свідомості слов'янського населення краю (яке вони називали «македонськими болгарами») відчуття їхньої причетності до «болгарських коренів». Певною мірою тезу підтримувала частина македонських інтелектуалів.
Розгортання в 2-й половині XIX ст. македонського національного руху сприяло пробудженню самосвідомості слов'ян краю. Ознакою цього стала дискусія стосовно необхідності утвердження македонської літературної мови. Якщо одна частина македонських просвітників погоджувалася на використання болгарської мови, то друга на чолі з Г. Пулевським вимагала визнання етнічної самобутності македонців та самостійності македонської мови. Наприкінці 1870-х років «македонське питання» ускладнювалося масовим переселенням на землі мусульманського населення з Болгарії, Сербії, Боснії та Герцеговини. Від 1880-х рр. македонські землі перетворилися на арену протиборства між Болгарією, Грецією та Сербією.
У 1903 р. в Македонії спалахнуло національно-визвольне повстання, в ході якого була проголошена так звана Крушевська республіка і створено Тимчасовий революційний уряд на чолі з Н. Каревим. Із загостренням на початку XX ст. боротьби європейських держав (особливо Німеччини та Австро-Угорщини) за панування на Балканському півострові Македонія перетворилася в один із вузлів міжнародних протиріч. Загострилася і боротьба інших балканських країн за Македонію.
У результаті Балканських воєн 1912—1913 років Македонія була розділена між Сербією (Вардарська Македонія), Грецією (Егейська Македонія) і Болгарією (Піринський край). У 1918 р. Вардарська Македонія стала частиною Королівства сербів, хорватів і словенців (з 1929 р — Югославія). Ця провінція була одною з найбільш відсталих районів королівської Югославії.
У 1941 році в результаті окупації Югославії гітлерівськими військами велика частина Вардарської Македонії була захоплена Болгарією, а решта районів — Італією. У жовтні 1941 р. почалася визвольна боротьба у Вардарській Македонії, що стала складовою частиною загальноюгославського національно-визвольного руху. У 1943 р. на 2-й сесії Антифашистського віча народного визволення Югославії було ухвалено рішення, що майбутня держава будуватиметься як демократична федерація рівноправних народів, в тому числі і македонців. У 1944 році Македонія була остаточно звільнена від нацистських окупантів.
У квітні 1945 р. було утворено перший народний уряд Македонії. У листопаді 1945 р. була проголошена Федеративна Народна Республіка Югославія. Народна Республіка Македонія стала однією з шести її республік.
Настав новий етап формування і розвитку македонської нації в умовах соціалістичного будівництва, в процесі якого здійснювалася ліквідація неписьменності, йшло створення системи освіти рідною мовою, залучення трудящих до досягнень науки і культури, створення інтелігенції, формування македонської народної культури.
8 вересня 1991 році відбувся референдум щодо незалежності, на якому 74 % македонців проголосували за самостійність. У січні 1992 р. країна оголосила себе повністю незалежною від Югославії.

## Доісторичний період
Згідно з археологічними свідченнями, територія сучасної Македонії була заселена принаймні з епохи неоліту. Через територію Македонії відбувалися міграції в Європу неолітичних культур з Анатолії.

## Антична Пеонія

Грецькі Епір і Македонія (чорний колір) і Пеонія (фіолетовий) в 4 ст. до н. е.

З найдавніших часів на території сьогоднішньої Північної Македонії панувало велике етнічне розмаїття. Це було викликано тим, що ця територія опинилася легкодоступною набігам або мирно захоплювалась численними народами, які прийшли з південного заходу, півночі, сходу чи з Малої Азії. У давнину тут жило значне число епірських, іллірійських, пеонійських та фракійських племен. Тут жили також племена пеонійців. Пеонійське царство в 1 тис. до н. е. розташовувалося між Македонією і Фракією. Пеонійці займали землі між Аксієм на заході і горою Мессапія (Μεσσάπιον, власне «Міжріччя») на сході, ймовірно, тотожну хребту Осоговська-Планина. На півдні межа їх розселення проходила нижче впадіння в Аксій річок Ерігона й Астіба, на півночі — десь між пеонійською столицею Білазора і містом Скупі (нині Скоп'є, столиці Північної Македонії). До середини 1 тис. до н. е. вони були відтіснені македонянами. В Пеонії македонці оволоділи вузькою смугою землі вздовж річки Аксія, що тягнеться по материку вглиб до Пелли і моря.
З точки зору сьогоднішньої політичної географії Пеонія розташовується майже повністю на території колишньої югославської республіки, захоплюючи невелику смугу на півночі власне Македонії і невелику територію в південно-західному куті Болгарії. Утворення на цій території, в післявоєнні роки державної формації під ім'ям Македонія досі викликає геополітичне тертя. Англійський археолог Ніколас Джеффрі Хаммонд, торкаючись проблеми з назвою нової держави на північному кордоні Греції, впевнено заявляє, що сьогоднішні жителі цієї держави — слов'яни і албанці, — які не розмовляють грецькою, до стародавніх македонян стосунку не мають і що територія цієї держави з точки зору античної історії та географії до ранньої Македонії також не має ніякого стосунку.

## Антична Македонія

Македонське царство і залежні держави в 336 р. до н. е.

Македонія в період правління Філіпа II

У VIII столітті до н. е. в районі Едеси утворилося Давньомакедонське царство, на чолі якого стояли представники династії Аргеадів. За легендою першим царем македонців був Пердікка I (близько 707—660 рр. до н. е.). У V столітті до н. е. територія Македонії значно розширилася. Її столицею стало місто Пелла, була здійснена консолідація царської влади, реорганізована армія, почалася активна розробка родовищ металів.. Паралельно неухильно посилювався культурний вплив Греції, хоча самі греки продовжували вважати македонян варварами, незважаючи на грецьке походження останніх. Таке ставлення грецьких міст-полісів до македонян було пов'язано насамперед з низьким культурним рівнем і відсутністю демократичного політичного устрою в Македонії. У період правління Філіпа II (359 — 336 рр. до н. е.) Македонія підпорядкувала егейське узбережжя, включаючи півострів Халкідікі, частину Фракії і район Охридського озера, а також встановила владу над Фессалією й Епіром. У результаті битви при Херонеї в 338 році до н. е. під контроль Філіпа II перейшла вся материкова Греція. Його син Олександр III Македонський (336—323 до н. е.) продовжив експансію батька. У серії походів він підкорив Перську імперію, завоював Єгипет, Бактрію і Согдіану, дійшов до Індії.
Після смерті Олександра Македонського його імперія розпалася. Македонія і Греція перейшли під владу Антіпатра, одного з полководців (діадохів) Олександра, однак його правління виявилось нетривким. Протягом наступних кількох десятиліть за престол Македонії боролися між собою нащадки різних діадохів (епігони), поки в 277 році до н. е. не встановилося правління династії Антигонідів. У цей період були відбиті вторгнення кельтів, засновані Фессалоніки, завдяки притоку рабів і багатств зі Сходу зміцнилася місцева аристократія, розрослись міста.

## Стародавній Рим

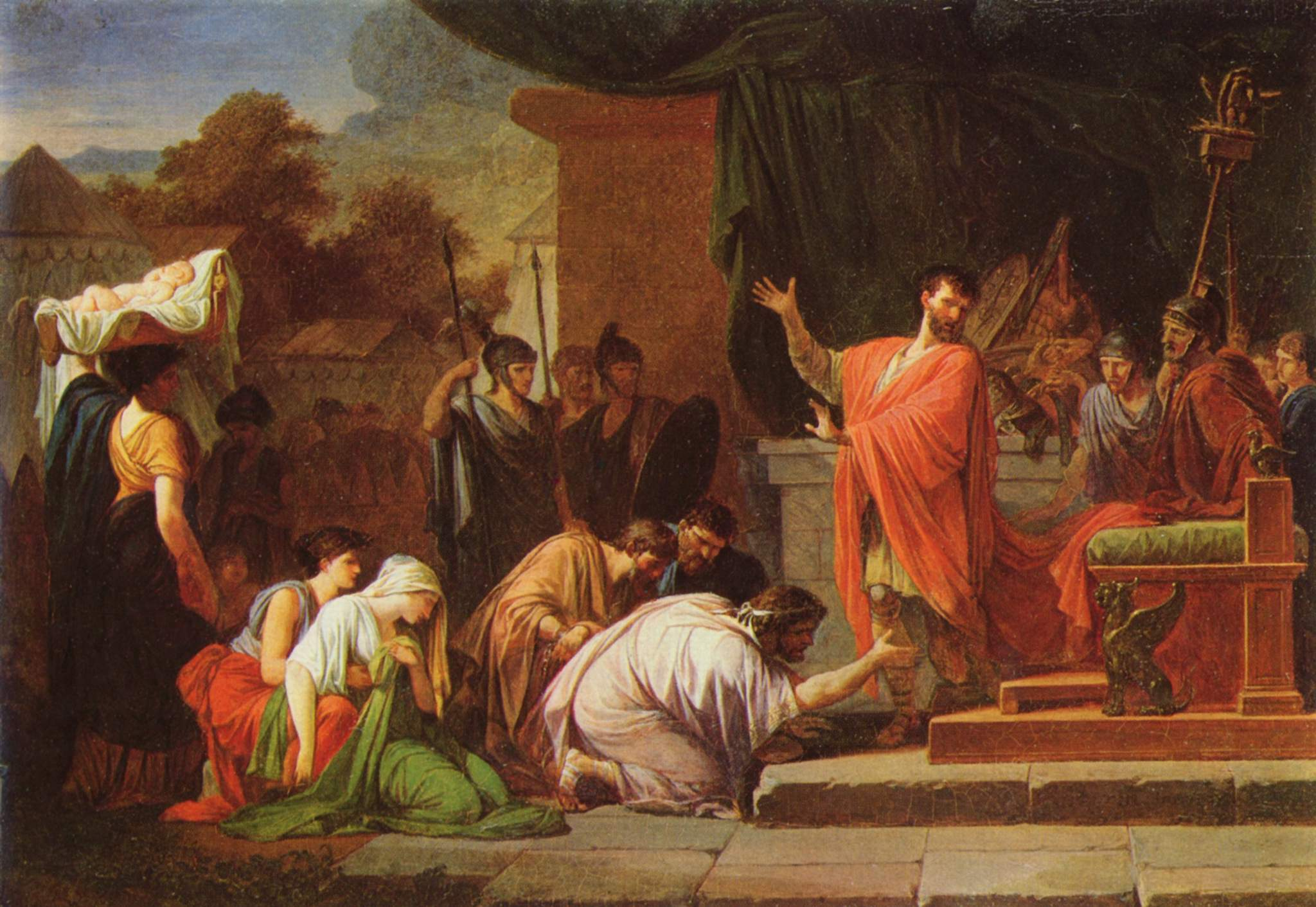
Ж. Ф. П. Пейрон. «Цар Персей Македонський перед Луцієм Емілієм Павлом» (1802)

Наприкінці III століття до н. е. Македонія зіткнулась з могутнішим противником — Римською республікою. В Першій і Другій Македонських війнах цар Філіп V зазнав поразки. Після розгрому при Кіноскефалах в 197 році до н. е. Македонія була змушена відмовитися від Фракії, Фессалії та Іллірії і позбулася флоту. Спроба організації антиримської коаліції, розпочата Персеєм, провалилася: у результаті Третьої македонської війни (171—168 до н. е.), що завершилася битвою біля Підни, Македонська держава перестала існувати, країна була розділена на чотири автономні області. Нарешті, в 146 році до н. е., після придушення повстання Андріска, територія Македонії була включена до складу Римської республіки, утворивши провінцію Македонія.
Центром римської провінції Македонія стали Фессалоніки. Управління здійснювали призначені римським сенатом претори, пізніше — проконсули з широким обсягом повноважень. Міста зберегли певний рівень самоврядування. Входження до складу Римської республіки убезпечило кордони країни від нападу сусідніх племен, сприяло піднесенню міст і торгівлі, розвитку шляхів сполучення. Особливе значення для Македонії мала римська дорога Via Egnatia, яка з'єднувала Дуррес з Солунем і Босфором — найважливіший торговий шлях з Італії в Малу Азію. Наприкінці I століття до н. е. Македонія стала ареною громадянських воєн в Римській республіці, але після перемоги Октавіана Августа на понад 200 років в країні встановився мир. Масована римська експансія I століття зробила Македонію внутрішньою провінцією імперії. У той же час сюди починає проникати християнство. Згідно з Діяннями апостолів першими проповідниками нової релігії в Македонії були Св. Павло і Св. Сила, а македонське місто Філіппи стало першим містом в Європі, де виникла християнська громада. У другій половині III століття Римська імперія переживала серйозну внутрішньополітичну та господарську кризу. Крім того, Македонія була розорена набігами готів. В результаті реформ Діоклетіана імперія була розділена на дієцезії. Македонія разом з Грецією увійшла до складу дієцезії Македонія, яка в свою чергу була частиною префектури Іллірія. Адміністративним центром дієцезії стала місто Фессалоніки, яке перетворилася в одне з найбільших міст імперії. В 380 році імператор Феодосій I своїм едиктом, виданим у Фессалоніці, проголосив християнство державною релігією. В 395 році імперія була остаточно розділена. Македонія, на території якої були утворені дві провінції — Македонія Перша (на півдні) і Македонія Друга (на півночі), — відійшла до Східної Римської імперії (Візантії) з центром в Константинополі. Протягом кінця IV — початку VI століття македонські землі періодично зазнавали нападів кочівників — вестготів, гунів, остготів, — в результаті чого господарство занепало, міста спорожніли, а центральна влада стала фактично номінальною.

## Македонія в Середньовіччі

### Прихід слов'ян до Візантії
Переломною подією в історії Македонії став прихід слов'ян. Уже на початку VI століття слов'янські племена почали здійснювати набіги через Дунай на візантійські землі. В 517 році слов'яни спустошили Македонію, Епір та Іллірію. За свідченням Прокопія, в період правління Юстиніана I вони щорічно вторгалися в межі імперії. В 550 році слов'яни зробили першу спробу захопити Фессалоніки. В 626, спільно з аварами, облягали Константинополь. З кінця VI століття слов'янські племена головним чином займалися грабіжницькими набігами. Візантійська влада на території від Адріатики до Егейського моря практично перестала існувати, а міста були зруйновані і спустошені. До кінця VII століття землі Македонії, за винятком Фессалоніки і ряду прибережних областей, де греки жили безперервно, були знову заселені місцевим грецьким населенням.
У другій половині VII століття серед слов'ян, що розселилися на Балканах, виник племінний союз на чолі з князем Пребондом з племені рінхінів. Однак він незабаром розпався, зазнавши поразки від візантійців біля Фессалоніки в 680 році. У той же час в Македонію проникла частина протоболгар хана Кубера, які також в союзі з місцевими слов'янами спробували захопити Солунь в 685 році. Одним із заходів, спрямованих на ослаблення слов'янської загрози, стало переселення слов'ян з підлеглих територій в Малу Азію. Починаючи з періоду правління Михайла III, слов'яни стали активно залучатися на державну службу у Візантії, а діти з слов'янських сімей отримали доступ в грецькі школи. Це сприяло нормалізації слов'яно-візантійських відносин.

### Македонія в складі Болгарського царства

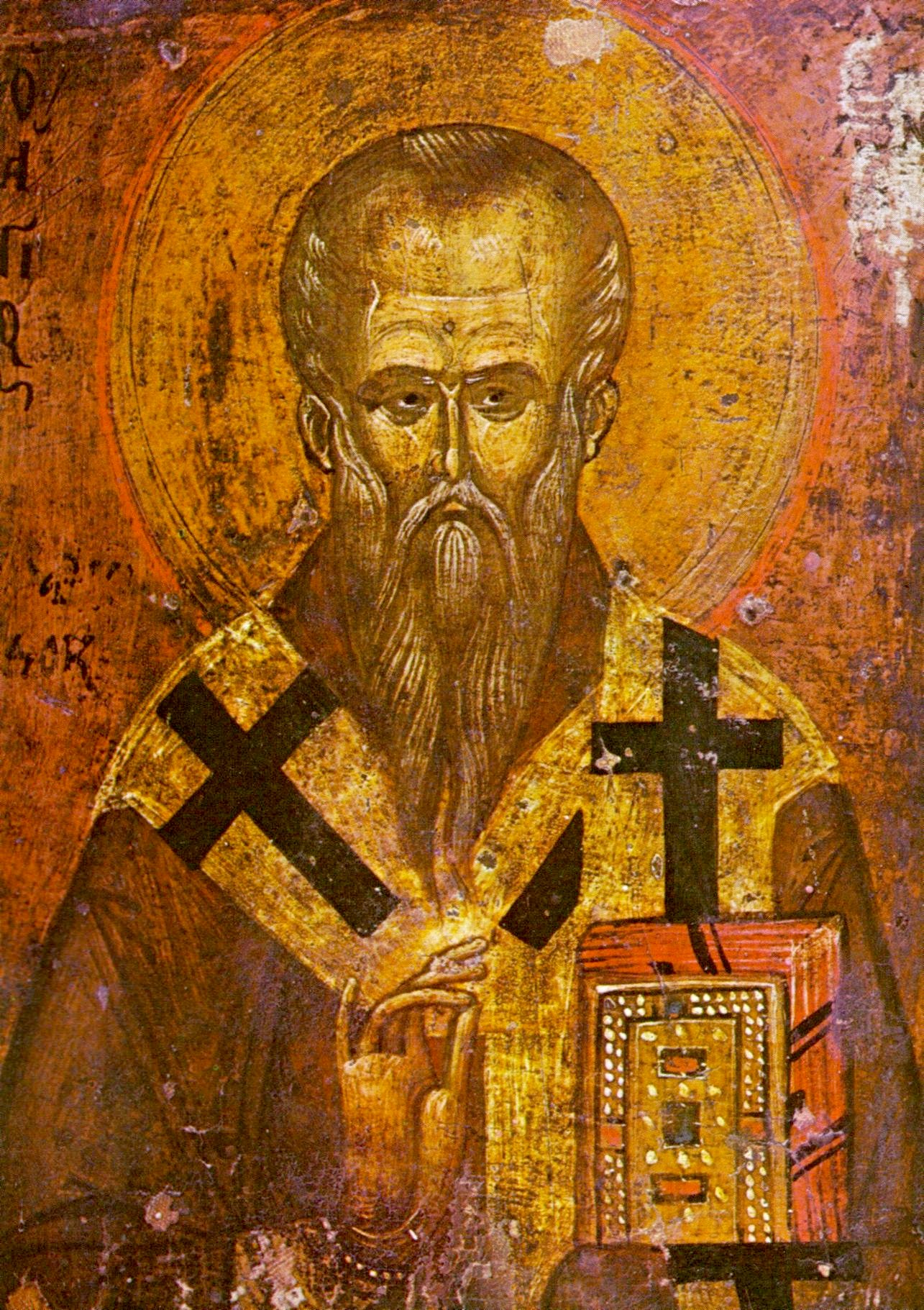
Святий Климент Охридський

У другій половині IX століття територія Македонії була завойована військами Першого болгарського царства. Під владою Візантії залишилося лише місто Фессалоніки з округою. Велике значення для розвитку культури слов'ян мала місія грецьких просвітителів Кирила і Мефодія. Наприкінці 880-х рр. учень Мефодія Св. Климент заснував на березі Охридського озера монастир. Недалеко від нього інший монастир був заснований в 905 році Св. Наумом. Ці обителі стали найважливішими центрами поширення християнства і освіти у всій Болгарії. В результаті, очевидно на початку X століття, християнізація балканських слов'ян була завершена. У той же час, проте, саме Македонія і сусідня Фракія стали ядром поширення єретичного вчення богомильства, яке швидко завойовувало популярність серед слов'ян Балканського півострова.

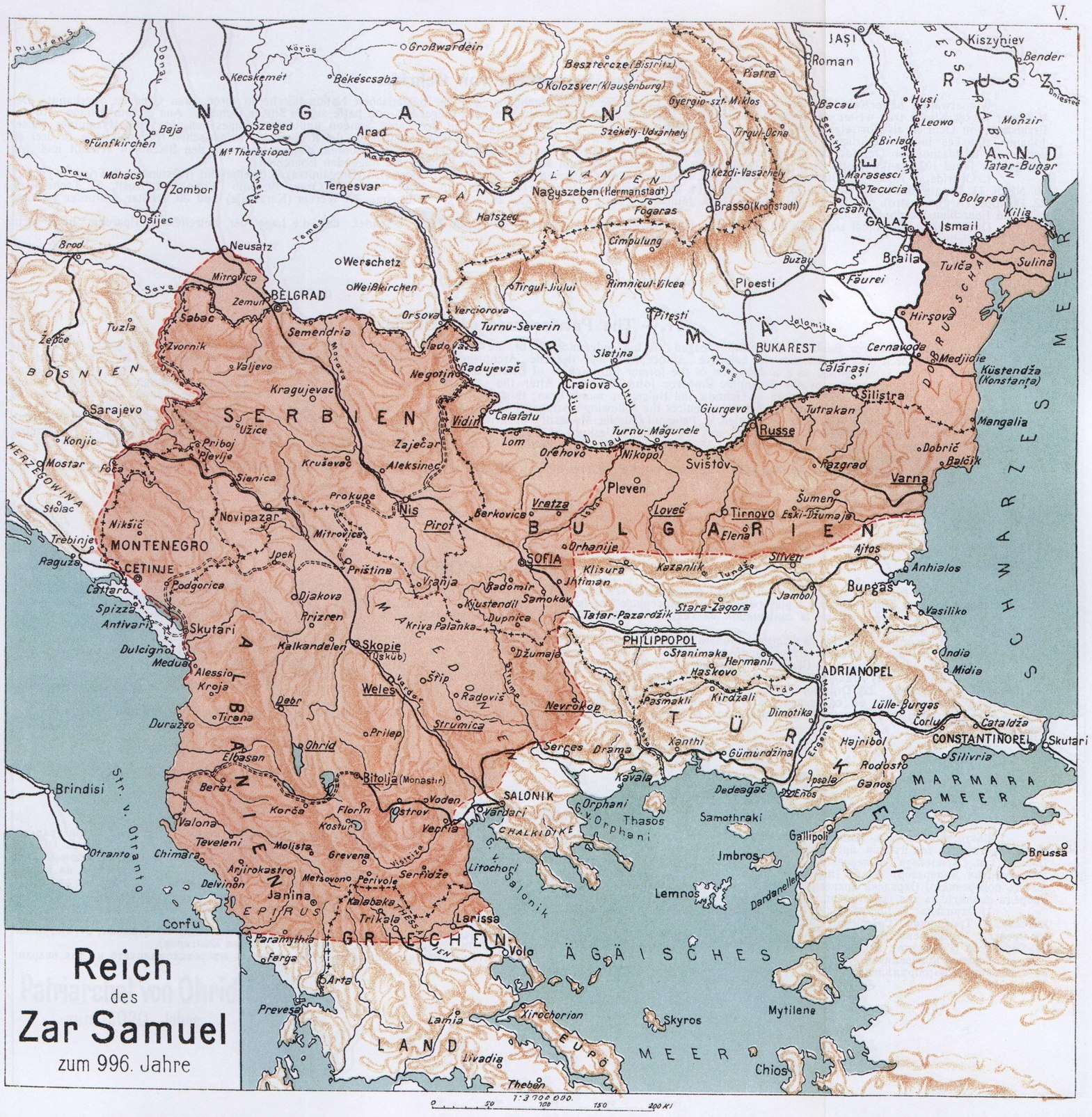
Західно-Болгарське царство при Самуїлі

Самостійність зберегли лише області на захід від річки Іскир, де правили Комітопули Давид, Мойсей, Аарон та Самуїл. Останньому незабаром вдалося об'єднати під своєю владою всю територію від Дунаю до Фессалії. Ядром держави Самуїла, яка отримала у істориків назву Західно-Болгарське царство, була Македонія, а столицею був Охрид. В 997 році у Самуїл прийняв титул царя. Протягом усього свого правління він вів війну з Візантією, яка практично не припинялася. Йому вдалося приєднати Епір, сучасні Албанію і північно-східну Болгарію, а також значну частину Сербії, проте в 1014 році війська Самуїла були вщент розбиті у битві при Клейдіоні. 15 000 полонених болгар були засліплені за наказом візантійського імператора Василя II. Серце Самуїла не витримало, і він помер. Його наступники не змогли організувати опору: в 1018 році Болгарське царство впало, а його територія повернулася до складу Візантії.
Західно-Болгарське царство Самуїла характеризується частиною істориків як перша слов'янська держава на Балканах, що виникла в результаті повстання комітопулів проти болгарської влади. Проте більшість сучасних дослідників вважають державу Самуїла продовженням Першого Болгарського царства, спираючись на відсутність даних про усвідомлення себе слов'янами того часу окремим народом і на той факт, що найавторитетніші візантійські джерела однозначно іменують жителів держави Самуїла болгарами.

### Македонія як частина Візантії
В рамках Візантійської імперії велика частина Македонії входила до складу феми Болгарія, адміністративним центром якої спочатку було місто Скоп'є, з 1150 року — Ніш. Прибережні області були приєднані до феми Фессалоніки. Існувала також фема Македонія, яка була розташована у Фракії (центр — Адріанополь). Феми керувалися стратегами, які поєднували в своїх руках цивільну та військову владу. Входження до складу Візантії призвело до прискорення процесів феодалізації в Македонії, розширенню умовного землеволодіння (Проніарна система) і посилення залежності селян. Головною категорією селянства стали перуки, земельні ділянки яких вважалися власністю світських або духовних феодалів, яким перуки були зобов'язані сплачувати натуральну чи грошову ренту і виконувати панщину.

Болгарія за Петра II Деляна

Хоча після падіння Першого Болгарського царства був скасований болгарський патріархат, в 1019 році була заснована Охридська архієпископія. Її глава використовував титул «архієпископа всієї Болгарії», йому підпорядковувалося більшість єпископів Македонії, а також єпископи Західної Болгарії, Сербії та Албанії. Першим архієпископом Охридським став слов'янин Йован з Дебару, проте в подальшому цей пост заміщався переважно греками. Грецька мова стала офіційною мовою Охридської церкви, лише на парафіяльному рівні збереглося богослужіння старослов'янською. Незважаючи на репресії, в візантійській Македонії продовжувало існувати богомильство, центрами якого були Арідая, Мелнік та Прилеп.
Входження до складу Візантії призвело до посилення податкового тягаря: натуральні податки на користь держави були замінені грошовими, введені поземельний і подимний податки, а також, пізніше, податок на майно. Це призвело до великого повстання Петра Деляна 1040–1041 рр., що охопило майже всю територію Македонії і західної Болгарії. Наступне велике повстання спалахнуло в 1072 році в північній Македонії і Косові під проводом Георгія Войтеха і Костянтина Бодина. Костянтин був проголошений в Призрені царем Болгарії. Однак 1073 році заколот був придушений.
Наприкінці XI століття зовнішньополітичне становище Візантії різко ускладнилося в результаті поразок від турків-сельджуків та постійних набігів печенігів, огузів і половців (куманів). Частина останніх за рішенням імператора оселилася в Македонії в районі сучасного Куманова. У той же час до Візантії вторглися війська норманів Роберта Гвіскара і Боемунда Тарентського. В 1082 році нормани захопили Діррахій, Охрид, Скоп'є, Кастор і рушили в Фессалію. Хоча після смерті Гвіскара в 1085 році нормани відступили, в 1096 вони знову перетнули Македонію, прямуючи в складі армій Першого хрестового походу в Палестину. Через століття, в 1185 році, в Македонію вторглися норманські війська Сицилійського короля Вільгельма II. Вони захопили Діррахій і по Via Egnatia рушили до Фессалонік, які через місяць також впали і були розграбовані. Лише наприкінці 1185 року візантійцям вдалося вигнати норманів з Балканського півострова.

### Між Болгарією, Сербією і Візантією
Наприкінці XII століття була відновлена незалежність Болгарії і Сербії. Користуючись ослабленням Візантії, нові держави почали експансію в напрямку Македонії. Уже в 1189 році серби захопили Скоп'є. В 1190-х рр. болгарський боярин Добромир Хріза, піднявши повстання в районі Струмиці, створив невелике самостійне князівство в південній частині сучасної Вардарскої Македонії. Центром володінь Хріза став Демир-Капія. Йому вдалося розбити візантійські війська, а в 1201 році опанувати Битолу і Прилеп. Однак новий похід імператора Олексія III в 1202 році завершився розгромом Хріза і ліквідацією його князівства. У наступному році на ці землі вторглася армія болгарського царя Івана Калояна, яка завоювала всю внутрішню Македонію. Падіння Константинополя в результаті Четвертого хрестового походу 1204 року привело до утворення Солунського королівства на чолі з Боніфацієм Монферратським, що знаходилась у васальній залежності від Латинської імперії.
Протягом наступних десятиліть за володіння землями Македонії велися практично безперервні війни між Болгарією, Сербією, Фессалоніки, Епіром і Нікейською імперією. Деякий час (1207–1214) у Вардарській Македонії існувало напівнезалежне князівство Севастократорів. В 1215 році більшість македонських земель була анексована Епірським деспотатом, в 1224 році Епіру вдалося захопити Солунь. Однак в Клокотницькій битві в 1230 році війська епірського деспота Феодора Ангела були розбиті армією болгарського царя Івана Асеня II, що привело до входження Македонії (крім Фессалонік) до складу Другого болгарського царства. Але вже наприкінці 1240-х рр. почалася активна експансія Нікейської імперії, в результаті якої Фессалоніки і велика частина південної Македонії перейшли під її контроль. В 1258 році сербські війська на деякий час захопили Скоп'є і Прилеп. У 1257 Костянтин I Тих, син боярина Тиха з Скоп'є, був обраний боярами новим царем. У наступній війні колишній цар Міцо Асень був розбитий і в 1261 році втік до імператора Нікейської імперії Михайла VIII Палеолога. Костянтину Асену вдалося захопити знову Скоп'є і Прилеп.
В 1261 році Михайло VIII Палеолог захопив Константинополь і відновив Візантійську імперію. У тому ж 1261 році Костянтин Асень нападає на Константинополь, але зазнає поразки. В 1264 році він робить повторний похід проти Візантії. У 1277 році невдоволення царем вилилося в селянське повстання під керівництвом Івайла, в якому царські війська були розбиті, а сам цар Костянтин Асень загинув.

### Македонія в складі Сербської держави

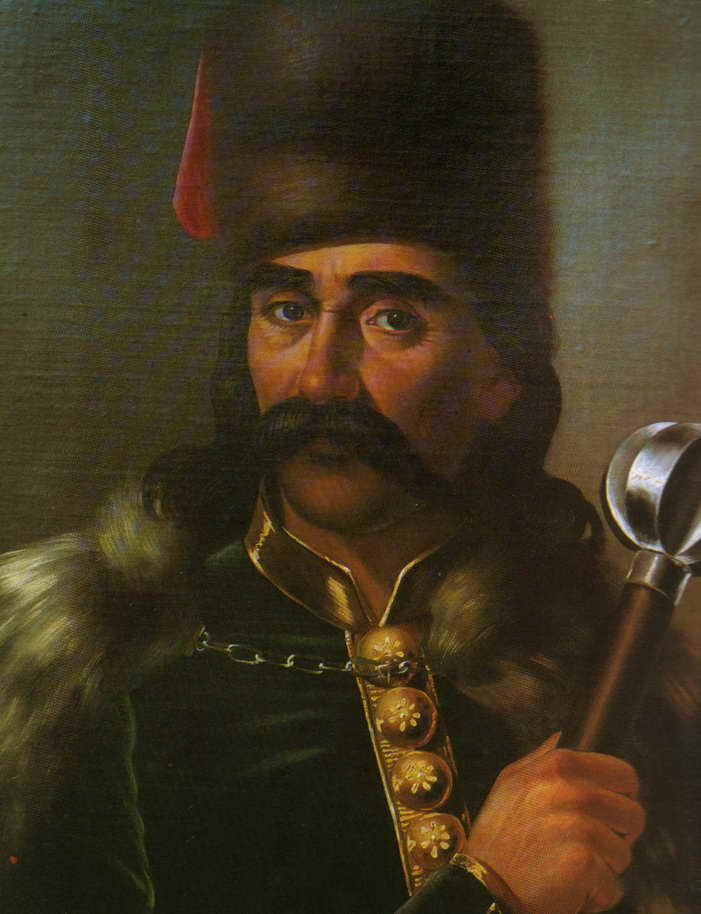
Королевич Марко

В 1281 році король Стефан Урош II Милутин зайняв всю Північну Македонію, що було підтверджено сербо-візантійським миром 1299 року. Його наступник Стефан Дечанський, розбивши в Велбуждській битві в 1330 році болгарську армію, окупував землі в середній течії Вардару і Струми, а також район Охридського озера. Входження Македонії до складу Сербської держави було завершено при Стефані Душані, який, скориставшись громадянською війною в Візантії, до 1348 року захопив всю Македонію, крім Фессалоніки, а також Епір, Фессалію і частину Середньої Греції.
Македонські землі стали центром держави Стефана Душана. Його двір знаходився в Скоп'є і Серрі. В 1346 році був заснований Печський патріархат, а Стефан Душан коронований царем сербів і греків. Сербська держава знаходилася під сильним впливом візантійських традицій. Була сформована розгалужена бюрократична система, посилилася централізація влади, було кодифіковано законодавство (Законник Стефана Душана). Одночасно відбувалося зміцнення земельної аристократії, подальший розвиток проніарної системи і закріпачення селянства.
Після смерті Стефана Душана в 1355 році Сербська держава розпалася. Його наступник, Стефан Урош V, зберіг лише номінальну владу. Фессалія і Епір перейшла під контроль Симеона Синіша. В Серра зміцнилася вдова Душана цариця Олена Болгарська, а після її смерті в 1365 році — деспот Йован Углеша. Прилеп і західні області Вардарскої Македонії стали ядром держави короля Вукашина, брата Углеша. Територія на схід від Вардару до Родопи увійшла до складу володінь Костянтина Драгаша. Виникли також й інші володіння, керовані місцевими аристократами, фактично незалежними від центральної влади. Найбільшу роль в Македонії грали володарі Углеша і Вукашин Мрнявчевіч, яким в 1369 році вдалося розбити війська царя Стефана Уроша V і князя Лазаря і закріпити самостійність своїх князівств.

### Турецьке завоювання

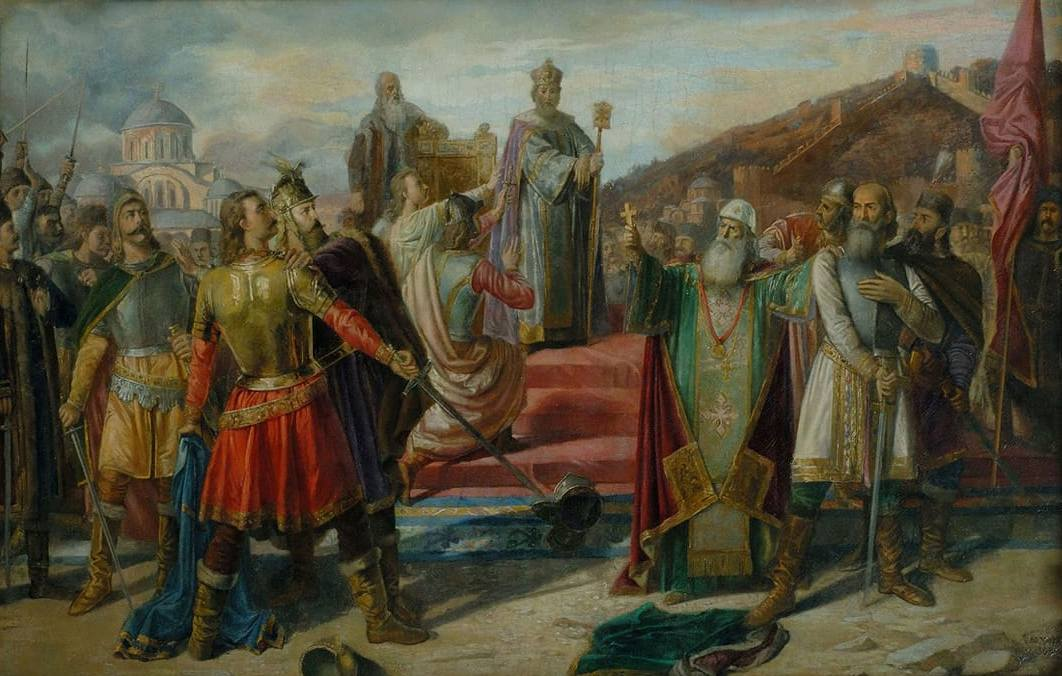
Картина Стево Тодоровича «Собор у Призрені перед Косівською битвою»

Феодальна анархія, яка запанувала на території Македонії після розпаду держави Стефана Душана, послаблювала обороноздатність цих земель перед обличчям нової загрози з боку турків-османів. Уже в 1345 році, зайнявши Геліболу, турки зміцнилися на європейському континенті. В 1365 році був захоплений Адріанополь. З метою відбиття османської загрози Углеша і Вукашин Мрнявчевіч сформували велику армію і рушили до Адріанополю. Однак в Марицькій битві 26 вересня 1371 року їх війська були вщент розбиті, а брати полягли в бою. Ця поразка призвело до переходу Македонії під контроль турків: Костянтин Драгаш і Кралевич Марко, наступник Вукашина, визнали сюзеренитет османського султана. В 1383 році турки захопили Серрі, потім — Штип, Прилеп і Битолу. В 1387 році впали Фессалоніки. Вирішальне значення для долі Македонії мала битва на Косовому полі в 1389 році, після якої османська міць різко посилилася. Уже в 1393 було захоплено Скоп'є. Нарешті в 1395 році в битві при Ровіні в Волощині загинули Костянтин Драгаш і королевич Марко, а їх князівства припинили існування. Македонія остаточно увійшла до складу Османської імперії.

## Македонія в складі Османської імперії

### Організація османської влади

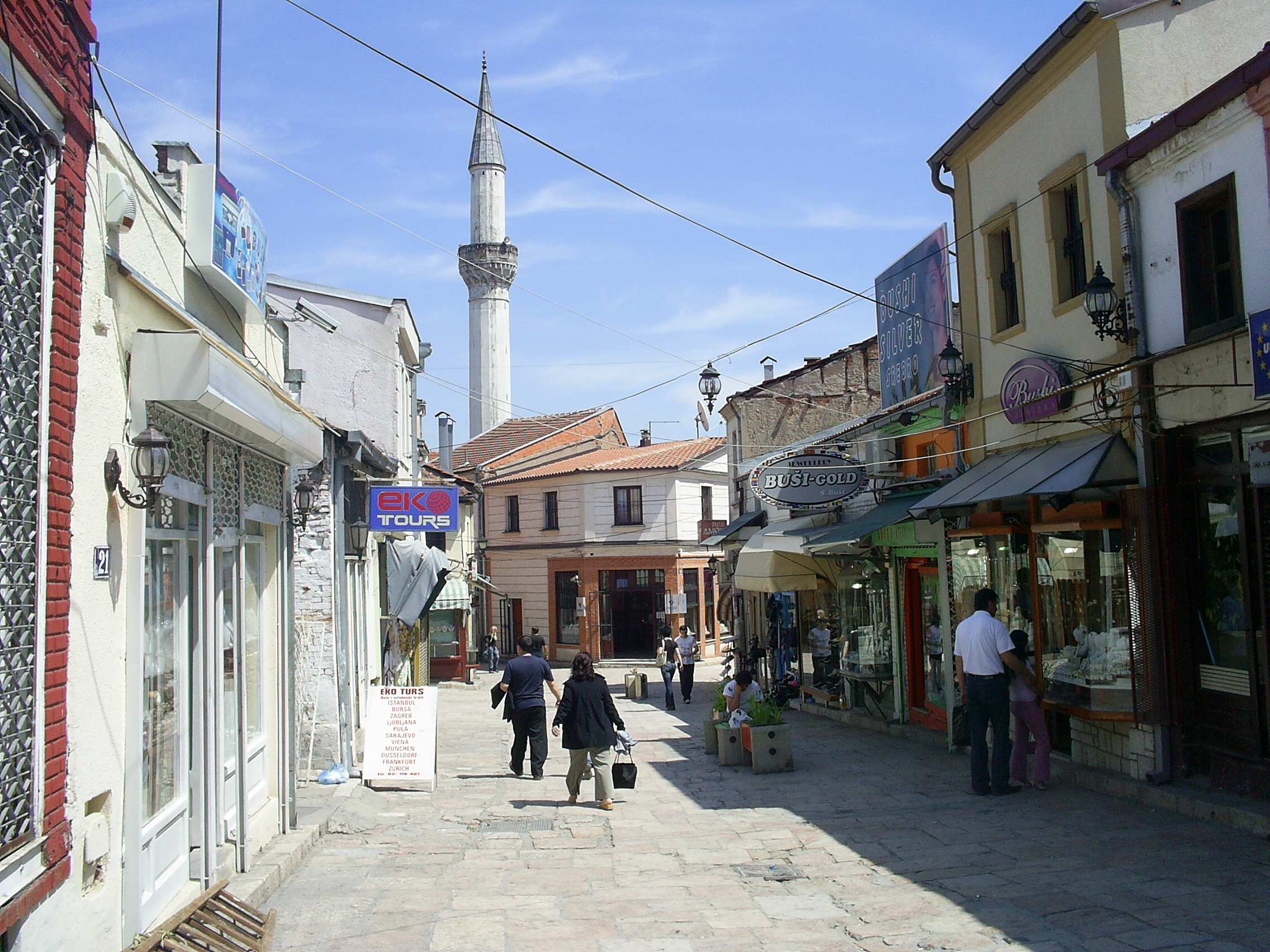
Вулиця міста Скоп'є часів Османської Імперії

В результаті турецької експансії XV — початку XVI століття Македонія перетворилася з прикордонної у внутрішню провінцію Османської імперії, далеку від поля військових дій. В адміністративному відношенні македонські землі входили до складу еялету Румелія, який, в свою чергу, ділився на санджаки. Межі і кількість санджаків часто змінювалися. Спочатку територія Македонії ставилася до санджак Кюстенділ, Охрид і Паша. Останній в XVII століття був розділений на кілька дрібніших санджаків, зокрема Кавала, Селенік і Ускуб.

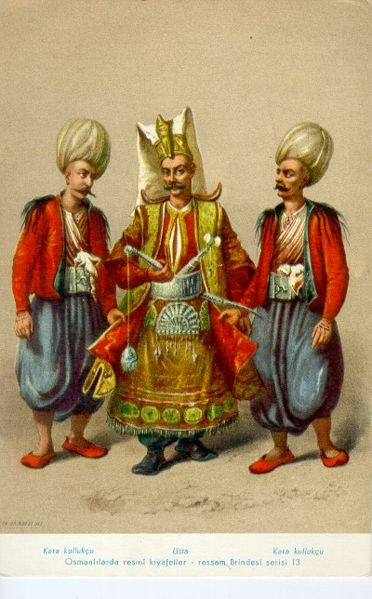
Османські яничари

Османська імперія була централізованою абсолютистською теократичною державою. Офіційною релігією був іслам, причому мусульманське духовенство здійснювало не тільки релігійні функції, а й відігравало провідну роль у судовій та освітній системі країни. Християнська релігія не переслідувалася, проте її прихильники були обмежені в правах, сплачували подушний податок харадж, не могли заміщати державні посади або носити зброю. Це сприяло переходу частини слов'янського населення Балканського півострова в іслам. У той же час, православна церква на чолі з Константинопольським патріархом визнавалася як самоврядна релігійна спільність, зберігала свої володіння і майно, а також автономію в церковних, культурних і освітніх питаннях. Християни були звільнені від військової служби, проте були зобов'язані сплачувати «податок кров'ю» (девшірме) — регулярно віддавати частину хлопчиків для комплектації елітного яничарського війська.
Вся земля в Османській імперії вважалася власністю султана, який передавав її на умови несення військової служби сипахам. Володіння сипах поділялися, в залежності від розмірів, на тімари, зеамети і хасси. Частина хасів належала безпосередньо султану або членам його сім'ї. Спочатку тімари і зіамети не наслідувались, але з плином часу сипахи поступово домоглися закріплення своїх земель на спадковому праві і обмеження умовного характеру свого тримання. Крім того, існували церковні землі (вакфи) і землі, що належать на праві вільної власності. Роль останніх неухильно зростала протягом всієї історії Османської імперії: сипахо-ленна система поступово розпалась, а земля перейшла у власність її власників. Залежне населення (райя) обробляло свої наділи за певні грошові або натуральні повинності на користь держави і землевласника. Селянство в своїй масі залишалося особисто вільним, а величина поземельних повинностей фіксувалася державою, що ставило сільське населення Османської імперії в кілька краще становище, ніж в Центральній і Східній Європі. Населення міст також було вільним, в професійному плані ремісники об'єднувалися в цехи східного типу (еснафи), окремі для мусульман і християн. Найбільшу роль в Македонії відігравали Салоніки, які стали головним центром торгівлі Балканського півострова з Західною Європою. В 1685 році в Салоніках було відкрито постійне торгове представництво французьких, а пізніше — венеційських, англійських і голландських купців.

### Визвольний рух і етнічні зміни
Основною формою опору македонського населення османській владі був гайдуцький рух. Хоча в більшості випадків загони гайдуків представляли собою банди декласованих елементів, що займалися здирством і розбоєм, частина з них дійсно вела партизанські дії саме проти турецьких військових з'єднань і чиновників, що дозволила гайдукам зайняти значне місце в народному фольклорі. Проте рух зберігав локальний характер і не міг серйозно загрожувати османській владі в Македонії.

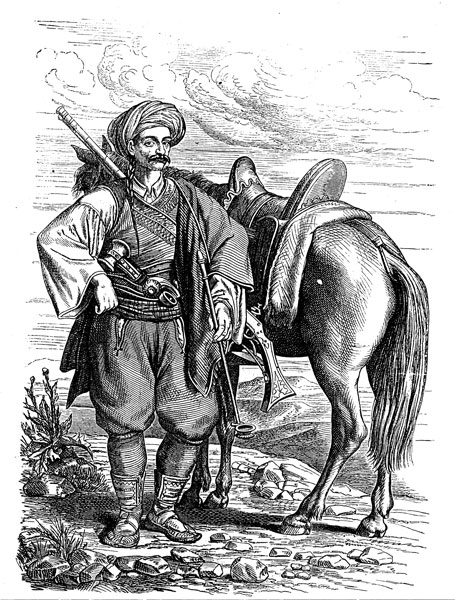
Капітан гайдуків (харамбаша) з Далмації у типовому військовому спорядженні.

Роль церкви в визвольному русі в Македонії була значною. Охридська архієпископія під османської владою зберігала автономію, причому деякі архієпископи намагалися проводити антитурецьку політику і шукали опору серед європейських держав. Однак вплив архієпископства неухильно знижувався через тиск з боку грецького духовенства Константинопольської патріархії і відновлення Сербської православної церкви, під юрисдикцію якої перейшли єпархії Північної Македонії. Зростання напруги між грецьким та слов'янським духовенствами призвело в 1767 році до скасування Охридського архієпископства.
В 1689 році, під впливом успішних дій австрійських військ проти турецької армії в Угорщини і Сербії в Македонії спалахнули ряд масових повстань. Найбільший виступ мав місце в жовтні 1689 року в Північно-Східній Македонії під керівництвом воєводи Карпоша. Гайдуки Карпоша, діючи у співпраці з армією Енео Пікколоміни, вибили турків з Куманова і Скоп'є. Однак уже в листопаді через епідемію і османський контрнаступ австрійські війська покинули Македонію. Після тривалого опору впало Куманово, Карпош був захоплений і страчений. Османська влада в Македонії була відновлена.
У XV—XVI століттях істотно змінився етнічний склад населення Македонії. З Малої Азії на македонські землі переселялися турки, в містах виникли колонії євреїв, а греки стали повертатися в міста. Особливо зросла частка грецького населення в Салоніках. Частина слов'янського населення прийняла іслам, утворивши етнічний прошарок торбешів. Після відступу австрійських військ з Македонії та Сербії в 1689 році за призовом Печського патріарха Арсенія III почався масовий виїзд православного населення за Дунай і Саву. Це стосувалося і Македонії: значні області Західної Македонії обезлюдніли, на місце слов'ян, що емігрували, поступово стали переселятися албанці, які до цього часу вже прийняли іслам і краще адаптувалися до умов життя в Османській імперії.
Багато слов'ян, що прийняли іслам, були асимільовані іншими мусульманськими народами і нині є частиною албанського та турецького етносів. Найбільше цей процес зачепив райони Тетова, Куманова і Гостивару.

### Занепад Османської імперії
В XVIII століття Османська імперія переживала занепад. Війни з Австрією і Росією привели до втрати ряду територій і затяжної фінансової кризи, яка в свою чергу спричинила різкий ріст податкового тягаря. Були введені нові податки (десятина) і підвищені існуючі. Збір податків перейшов в руки місцевих чиновників і землевласників, чия влада істотно посилилася. Військово-ленна система перебувала в глибокій кризі. Сипахійне землеволодіння витіснялося чифтеліським, за якого земля перебувала в повній власності її власника. Це супроводжувалося посиленням експлуатації селянства, зростанням панщини і згоном селян з земель. Центральна влада різко ослабла, в державі запанувала анархія: влада перейшла в руки місцевих пашів і беїв, в той час як банди мусульманських гайдуків практично безперешкодно чинили розбій на дорогах і розоряли країну.
У західній частині Македонії зміцнилися Мехмед-паша Бушаті і Алі-паша Тепеленський, вихідці з албанських сімей, які практично не підкорялися Стамбулу і проводили на підвладних їм землях власну зовнішню і внутрішню політику. Аналогічні напівсамостійні володіння на чолі з представниками албанської чи турецької аристократії виникли і в інших областях Македонії. Спроби центральної влади навести порядок і провести необхідні реформи наштовхувалися на запеклий опір місцевої знаті і яничарів, які нерідко вдавалися до збройних виступів проти політики султана. Лише на початку XIX століття султану Махмуду II вдалося приборкати місцеву аристократію, скасувати яничарське військо і почати здійснення адміністративної та військової реформ. Проте становище ускладнювалося підйомом визвольних рухів народів Балканського півострова: в 1815 році виникло автономне Сербське князівство, а після поразки в російсько-турецькій війні 1828 — 1829 років Османська імперія визнала незалежність Греції.

### Епоха Танзимата
В 1839 році в Османській імперії почалося здійснення масштабних реформ, націлених на перетворення країни в сучасну державу (епоха Танзимата). Гюльханейський маніфест, затверджений султаном Абдул-Меджид I в 1839 році, частково зрівняв християн в цивільних правах з мусульманами і реорганізував судову та податкову систему, ліквідувавши відкуп. Потім була проведена військова реформа, яка створила постійну армію, яка комплектувалася за призовом з мусульман, введені цивільний і кримінальний кодекси за французьким зразком, реорганізовано систему освіти. Ці перетворення викликали «повстання пашів» в 1843–1845 рр. в Північній Македонії та Косові. Після його придушення була проведена адміністративна реформа: на місці величезних старих еялятів були засновані більш дрібні адміністративні одиниці — вілайєти, на чолі яких постали призначувані султаном губернатори, при яких діяли ради з представників місцевих жителів, як мусульман, так і християн. Територія Македонії була розділена між Косовським, Монастирським і Салоніським вілайятами.

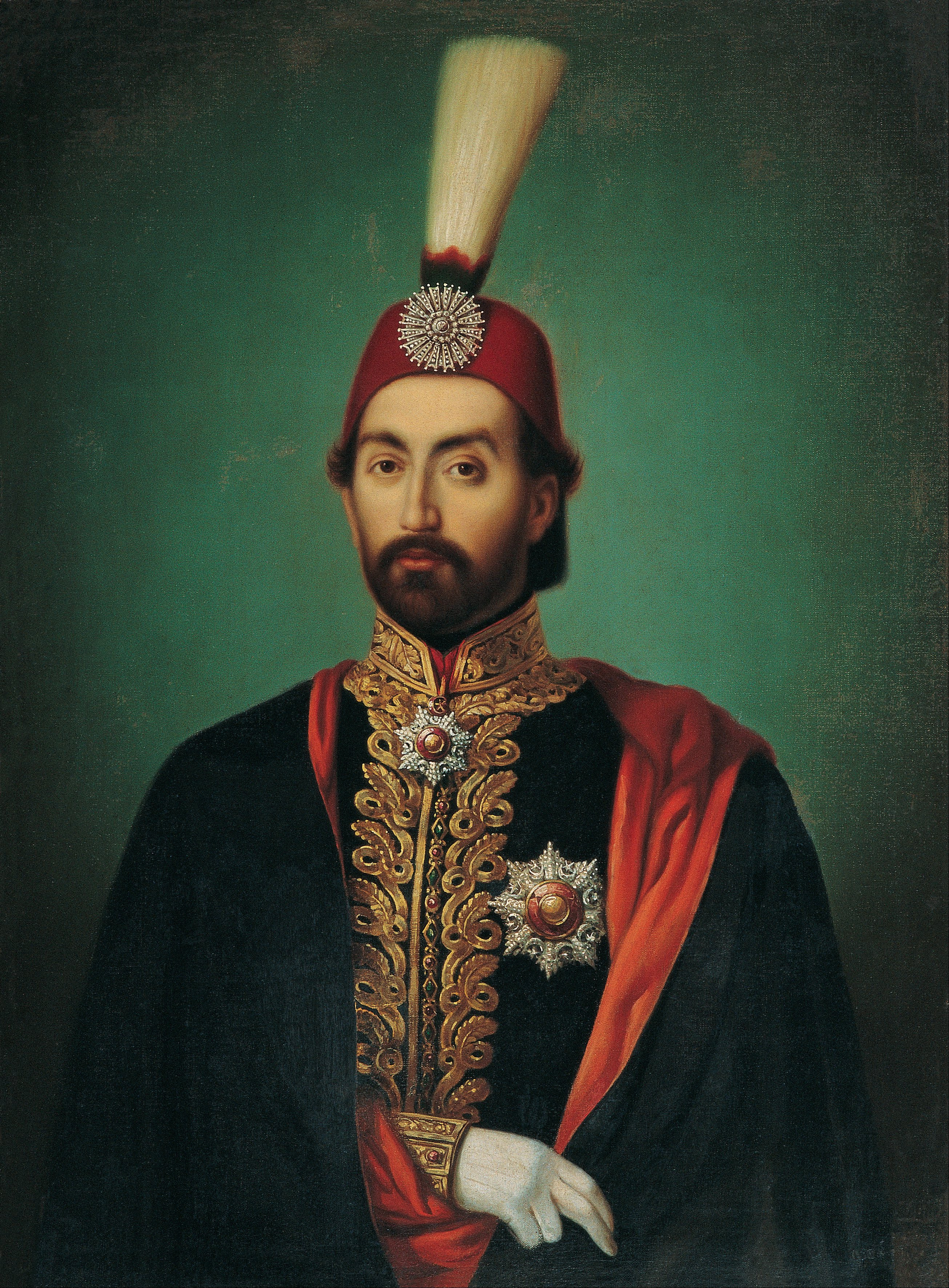
Султан Абдул-Меджид I

Велике значення мала аграрна реформа, здійснення якої почалося вже в 1832 році. Було скасовано сипахійне землеволодіння та повинності селян на користь спагії, замість яких введена приватна власність на землю і поземельний податок на користь держави. Колишні спагії отримали фінансову компенсацію з державного бюджету. Селяни, що обробляли колишні сипахійні землі, свої наділи у власність не отримали — їх повинності фактично трансформувалися в орендні платежі землевласникові. Тим не менше, для певних категорій селянства було передбачено право викупу своїх наділів. Аграрна реформа сприяла розшаруванню селянства, втрати землі його найбіднішої частини і формуванню сільської буржуазії.
Кульмінацією перетворень епохи Танзимата став маніфест 1856 року, що встановив рівність всіх громадян імперії незалежно від їх релігійної приналежності. Це de jure відкрило перед християнами можливості для заняття державних посад і служби в армії. Були також введені гарантії недоторканності особи і власності.
Реформи Танзимата мали велике значення для трансформації Османської імперії та пожвавленні її соціально-економічного і культурного розвитку. Однак, в значній мірі, вони залишилися на папері: їх реалізація на місцях, зокрема у відносно віддаленій від Стамбула Македонії, була неповною і непослідовною. Зокрема, в Македонії зберігалося панування великого поміщицького господарства, а частка селян, що отримали землю у власність, залишалась невеликою. При цьому соціальні відносини на селі зберігали релігійне забарвлення: землевласники були, переважно, мусульманами, а селяни — православними. Фактична влада в Македонії належала місцевій аристократії, повністю були відсутні гарантії безпеки, по всій країні діяли озброєні банди, з якими були не в силах впоратися нечисленні загони османської армії і поліції, процвітала корупція.
У той же час, Танзимат відкрив турецький ринок перед західним капіталом. Вже в 1871 році в Македонії почалося будівництво першої залізниці Салоніки-Скоп'є (бельгійський капітал), яка пізніше була продовжена через Сербію до Австро-Угорщини. В 1894 році була завершена залізниця з Салонік в Битолу (німецький капітал), а в 1896 — з Салонік у Александруполіс і далі на Стамбул (французький капітал).

## Національне відродження

### Вплив балканських країн на Македонію
З кінця XVIII століття серед слов'янського населення Османської імперії почали активно розвиватися процеси Національного Відродження і формування сучасних націй. У Македонії, де в середні віки не існувало окремої македонської народності і переважна більшість слов'янського населення не мала вираженої етнічної приналежності, ці процеси протікали головним чином в руслі Болгарського національного відродження. У той же час значна частина македонських слов'ян на той час еллінізувалася, прийнявши грецьку національну культуру і підтримала «Велику ідею» реставрації Візантійської імперії. Наприкінці XIX століття активізувалася політика Сербії в Македонії, що також призвело до прийняття частиною місцевого населення сербської національної орієнтації. Серед албанців Македонії наприкінці XIX століття протікав прискорений процес албанського національного відродження і становлення єдиної албанської нації. В результаті Македонія стала територією перетину національних агітацій різних народів Балканського півострова.

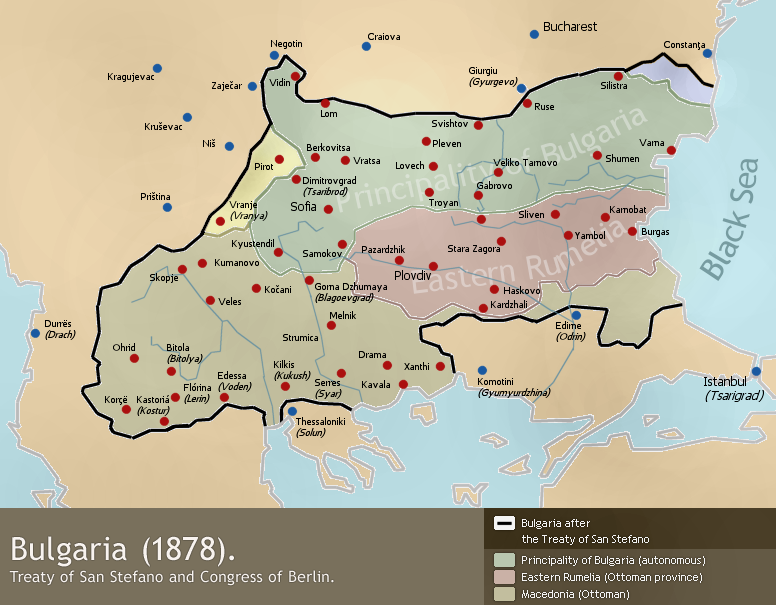
Кордони Болгарії за Сан-Стефанським миром

Найбільше значення мало болгарське національне відродження, одним із центрів якого стали македонські землі. Уже в 1837 році у Велесі виникла перша болгарська світська школа. Потім болгарські школи були відкриті в Скоп'є, Штипі, Охриді, Битолі, Салоніках та інших містах Македонії. На початку 1860-х рр. македонські слов'яни були залучені в рух за формування автокефальної Болгарської православної церкви. На відміну від власне болгарських земель, в Македонії еллінізована церква Константинопольського патріархату зберігала значний вплив серед місцевого населення. Тому, коли в 1870 році султанським указом було засновано Болгарський екзархат, під його керівництво перейшли тільки Велеська, Скопська і Охридська єпархії. Створення автокефальної болгарської церкви дало новий поштовх до розширення мережі болгарських шкіл і просвітницьких організацій в Македонії. Проте, до початку XX століття процес формування болгарської нації не був завершений, а значна частина сільського слов'янського населення Македонії залишалося етнічно невираженою.
Хоча, на загальну думку істориків, в XIX столітті македонського народу в сучасному значенні ще не існувало, певну проблему представляє питання про існування в цей період передумов до його виникнення. Якщо болгарська і грецька історичні школи заперечують наявність скільки-небудь самостійної македонської етнічної самосвідомості, дослідники з Північної Македонії, спираючись на статтю «Македонський питання» Петка Славейкова 1871 року, заявляють про початок створення певної етнічної спільноти македонських слов'ян, відмінної від болгар, на основі приналежності до різних православних церков. Крім того, розмовна мова слов'янського населення Македонії дещо відрізнявся від уже кодифікованої на основі східних діалектів болгарської мови.

### Виникнення македонського питання

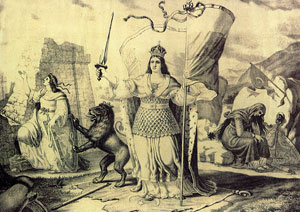
Персоніфікація Розділеної Болгарії після підписання Берлінського трактату

У період російсько-турецької війни 1877—1878 років близько 1000 добровольців з Македонії взяло участь у військових діях проти військ Османської імперії. Російські війська, однак, не вступили на територію Македонії, зупинившись у Кюстенділі. За умовами Сан-Стефанського договору 1878 року було утворено автономне Болгарське князівство, яке включає всю Македонію, за винятком Салонік і півострова Халкідіки. Однак проти цього різко виступили західні держави, Сербія та Греція. В результаті переговорів на Берлінському конгресі 13 липня 1878 року був укладений новий мирний договір: територія Болгарського князівства була значно скорочена, утворено окрема автономна одиниця Східна Румелія, а Македонія залишилася в складі Османської імперії. Відповідно до статті 23 Берлінського договору християнське населення Македонії і Фракії мало в майбутньому також отримати самоврядування в рамках імперії. Якщо грецьке і грекофільське населення Македонії, а також македонські мусульмани з натхненням прийняли умови Берлінського договору, який не допустив приєднання македонських земель до Болгарії, то болгарське населення було обурене. В Пірінській Македонії в жовтні 1878 року спалахнуло Кресненсько-Разложське повстання, яке, однак, до літа 1879 року було придушене. Відповідно до рішень Берлінського конгресу була організована комісія для вироблення пропозицій з надання Македонії автономії. Проте до комісії не були включені македонські слов'яни, які після Кресненського повстання розглядалися Портою як «болгарські повстанці». Розроблений комісією проект самоврядування Македонії був відкинутий султаном в 1880 році. Санкцій великих держав не було і питання автономії залишилося невирішеним.
Наприкінці XIX століття активізувалися претензії балканських країн на македонські землі. Крім Болгарії і Греції, на політичну сцену вийшла Сербія, яка заявила, що македонські слов'яни є в дійсності сербами. Позиція Греції полягала в тому, що велика частина слов'ян, які проживають на території Македонії починають робити спроби ототожнення себе — слов'ян по крові і свідомості — з древніми македонянами і таким чином є грецьким народам. Так само прояв «злодійства історії» і привласнення всього грецького з боку слов'ян було не припустимо для Греції. В результаті в Македонії розгорнулася боротьба між Болгарією, Грецією і Сербією за залучення на свою сторону етнічно не вираженого місцевого слов'янського населення, головним чином шляхом створення паралельних систем освіти і розширення сфер впливу національних православних церков. Якщо в перший час після утворення Болгарського князівства через опір османської влади і Константинопольського патріархату болгарський вплив в Македонії дещо зменшився, то в 1890-ті рр., в результаті потепління турецько-болгарських відносин в часи правління Стефана Стамболова і греко-турецької війни 1897 року болгарський національний рух в Македонії знову активізувався. Число болгарських шкіл в 1900 році досягло 781, були засновані болгарські гімназії в Салоніках, Битолі та Скоп'є, створені нові єпархії Болгарського екзархату. Проте грецький національний рух також зміцнив свої позиції: в 1900 році в Македонії налічувалося вже 613 грецьких шкіл, а чверть македонських слов'ян зберігали приналежність до Константинопольського патріархату. Паралельно швидко розвивався албанський національний рух, одним з головних вимог якого, відповідно до програми Призренської ліги 1878, стало об'єднання всіх населених албанцями земель, включаючи Західну Македонію, в єдине автономне утворення у складі імперії. Згідно з даними перепису населення в 1895 році в Скопському санджаку, Битольському і Салонікському вілайєтах проживало 2,5 мільйона чоловік, з яких 22 % становили слов'яни, 22 % — турки, 40 % — греки, 5,5 % — албанці, 3,5 % — арумуни і 3 % — євреї.
До кінця XIX століття відноситься виникнення ідеї македонізму. Вперше з нею виступив, переслідуючи великосербські політичні цілі, сербський дипломат Стоян Новакович, який заявив в 1888, що слов'янське населення Македонії утворює окремий македонський народ і не є ні болгарами, ні сербами. В 1902 році в Санкт-Петербурзі студенти з Македонії створили Македонське науково-літературне товариство, яке пропагувало, зокрема, ідею самобутності македонської нації. В 1903 році Крсте Місірков у своїй роботі «Про македонську проблему» обґрунтував існування особливої македонської мови і визнав наявність у македонців власних політичних інтересів. Ідеї македонізму були підтримані в Сербії, проте в самій Македонії не знайшли скільки-небудь широкого кола прихильників: більшість македонських слов'ян і, перш за все, культурна і політична еліта, до цього часу відносило себе до болгар.

### Створення ВМОРО

Прапор Крушевської Республіки

Прапор ВМОРО та Ілінденського повстання

На початку 1890-х рр. македонські студенти, які навчались в Софії, заснували «Молоде македонське літературне товариство», яке стало ядром руху за автономію Македонії. Нормалізація болгаро-турецьких відносин в правління Стефана Стамболова спричинила розпуск цієї організації. Однак уже 3 листопада 1893 року радикальна македонська молодь заклала в Салоніках нову, таємну організацію, яка пізніше отримала назву «Внутрішня македонсько-одринська революційна організація» (ВМОРО). У її заснування стояли Дамі Груєв, Іван Хаджініколов, Гоце Делчев і Герче Петров. ВМОРО повинна була очолити боротьбу за звільнення Македонії і Адріанопольської Фракії від турецької влади. Організації вдалося створити розгалужену мережу своїх відділень по всій Македонії і придбати значний вплив серед населення. Були також утворені бойові загони, які часто вдавалися до терористичних актів для залучення уваги до македонського питання і фінансування діяльності ВМОРО.
З самого свого виникнення лідери організації ставили своєю кінцевою метою приєднання Македонії і Фракії до Болгарії. Однак політичні розбіжності всередині організації, етнічна строкатість Македонії і несприятлива зовнішньополітична ситуація змушували ВМОРО висунути на перший план більш помірну вимогу повної політичної автономії Македонії. Це дозволяло залучити на бік ВМОРО більш широкі верстви населення різних національностей і віросповідань. Проте, рівень участі в діяльності організації мусульман (торбеши, албанців і турків) залишався досить низьким, вона зберігала переважно слов'яно-болгарський характер.
Влітку 1894 у місті Ресен відбувся конгрес, на якому затверджено новий статут організації, засновано революційні газети «До зброї» (болг. На оръжие) та «Бунтівник» (болг. Бунтовник).
ВМОРО формувалася як централізована конспіративна організація. Згідно зі статутом головною метою ВМОРО визначалося досягнення в складі Османської імперії політичної автономії краю під гаслом «Македонія для македонців!».
У березні 1895 в Софії (нині столиця Болгарії) на конгресі представників македонської еміграції було засновано Верховний македонський комітет (ВМК), головною метою якого також було проголошення політичної автономії Македонії. Ініціатором створення цієї політичної структури був уряд Болгарії. Між ВМОРО та ВМК розгорнулося гостре суперництво за зверхність у македонському визвольному русі. На відміну від ВМОРО, ВМК спирався, перш за все, на підтримку болгарського уряду і македонсько-фракійської діаспори в Болгарії. Його метою також було входження цих земель до складу Болгарії. У своїй стратегії верховисти робили головний акцент не на загальне збройне повстання, а на операції невеликих загонів, що діють з болгарської території, а також на пропаганді серед європейських держав. Відносини ВМОРО і ВМК були досить напруженими. На чолі ВМОРО стояли ліві демократи і революціонери, тоді як ВМК орієнтувався на правлячі кола Болгарії.

### Ілінденське повстання

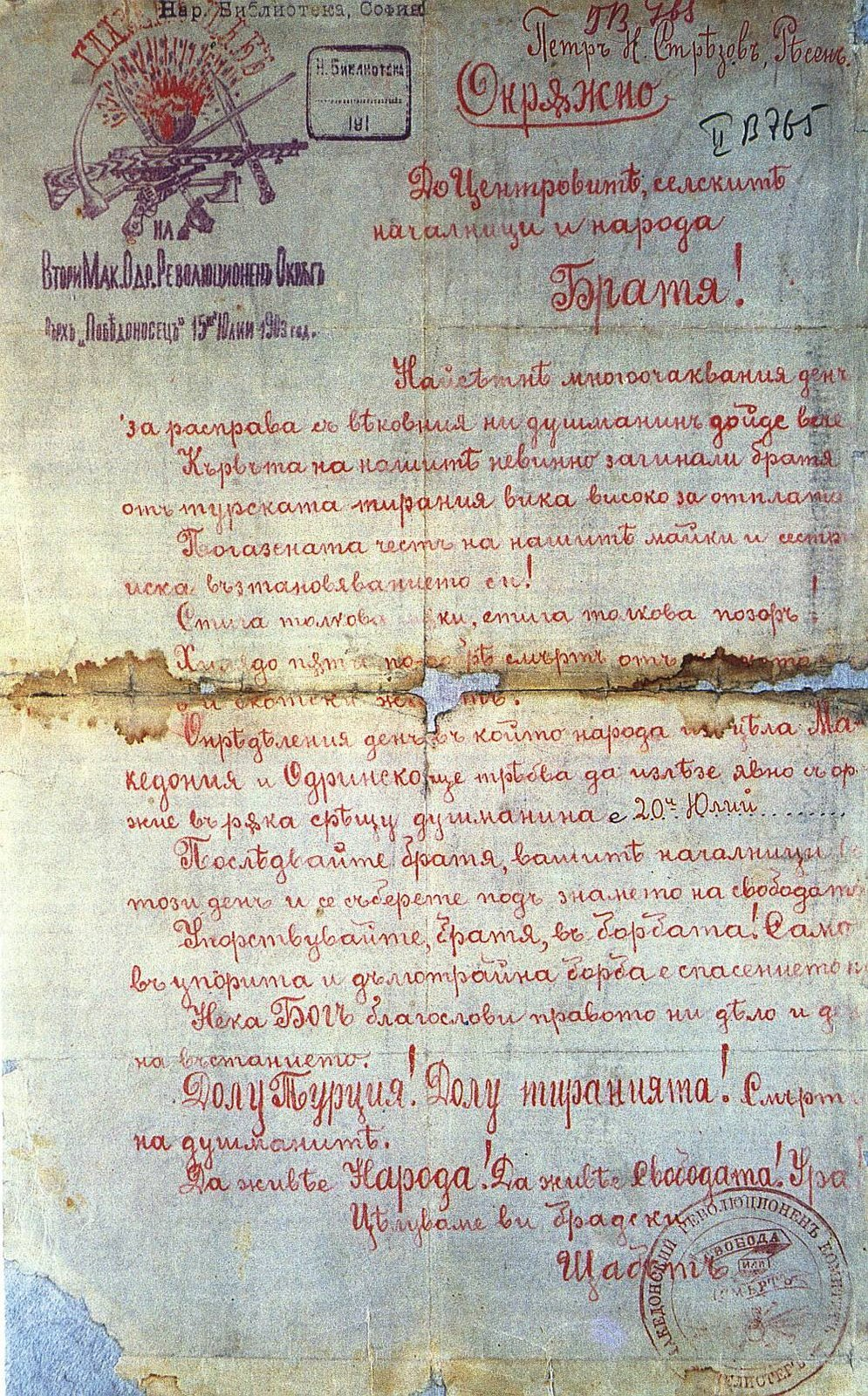
Заклик ВМОРО до повстання

В 1901–1902 рр. набіги верховистів і зіткнення загонів ВМОРО з частинами османської армії і мусульманської самооборони (башибузуки) переросли в безперервну партизанську війну. На початку листопада 1902 року Конгрес ВМОРО ухвалив рішення про підготовку загального повстання. Навесні 1903 року почастішали терористичні акції радикального крила ВМОРО, які викликали у відповідь репресії Османської влади. У ситуацію втрутилися європейські держави, під тиском яких Стамбул погодився почати здійснення реформ в Македонії, а Болгарія розпустити ВМК. Проте зіткнення не закінчилися. Відповідно до рішення ВМОРО в День Іллі 2 серпня 1903 року в Македонії спалахнуло збройне повстання, яке увійшло в історію як Ілінденське повстання. Його центром став Битольський вілайєт. Повстання швидко поширилося на долину Вардару і області Лерін, Костура, Охрид і Едеса. Повстанці захопили ряд міст, в тому числі і Крушево, де була проголошена Крушевська республіка. До повстання приєдналися крім верховистів також і населення Адріанопольської Фракії.
На підтримку повстанців виступила Болгарія, однак під тиском західних держав і Росії вона обмежилася лише дипломатичними заходами. ВМОРО також не вдалося домогтися приєднання до повстання македонських торбешів, албанців, турків, греків і сербів. Це привело до краху повстання. Проти повсталих була спрямована османська армія і загони самооборони, які нараховували разом близько 250 тисяч осіб, які і приступили до придушення повстання. За неповними даними в Македонії була спалена 201 село, вбито понад 4,5 тисяч осіб християнського населення. Не менше 30-ти тисяч македонців втекло в Болгарію.
Після придушення Ілінденського повстання під тиском держав Османська імперія здійснила в Македонії ряд реформ. Загони башибузуків були розпущені, християни отримали доступ до всіх державних органів, був заснований пост генерального інспектора Македонії, заступників якого призначали Росія і Австро-Угорщина. В 1904 році було підписано болгарсько-турецьку угоду, за якою учасники повстання були амністовані, а Болгарія, в свою чергу, заборонило діяльність ВМОРО і ВМК на свій території.

### ВМОРО на початку XX століття та формування нової організації ВМРО
Османська імперія під тиском Росії та Австро-Угорщини погодилася на здійснення реформ у македонських землях. «Мюрцштегські угоди» (жовтень 1903 р.) передбачали: призначення до султанського уряду спеціальних російських та австрійських представників — спостерігачів за становищем християнського населення; реорганізацію жандармерії, судових та адміністративних установ; новий адміністративно-територіальний поділ македонських земель з урахуванням етнонаціональних інтересів.
Навесні 1908 р. «ліве крило» ВМОРО встановило контакти з політичними організаціями младотурків. «Праві» намагалися підпорядкувати діяльність ВМОРО політиці уряду Болгарії, який надавав їм фінансову і військову підтримку.

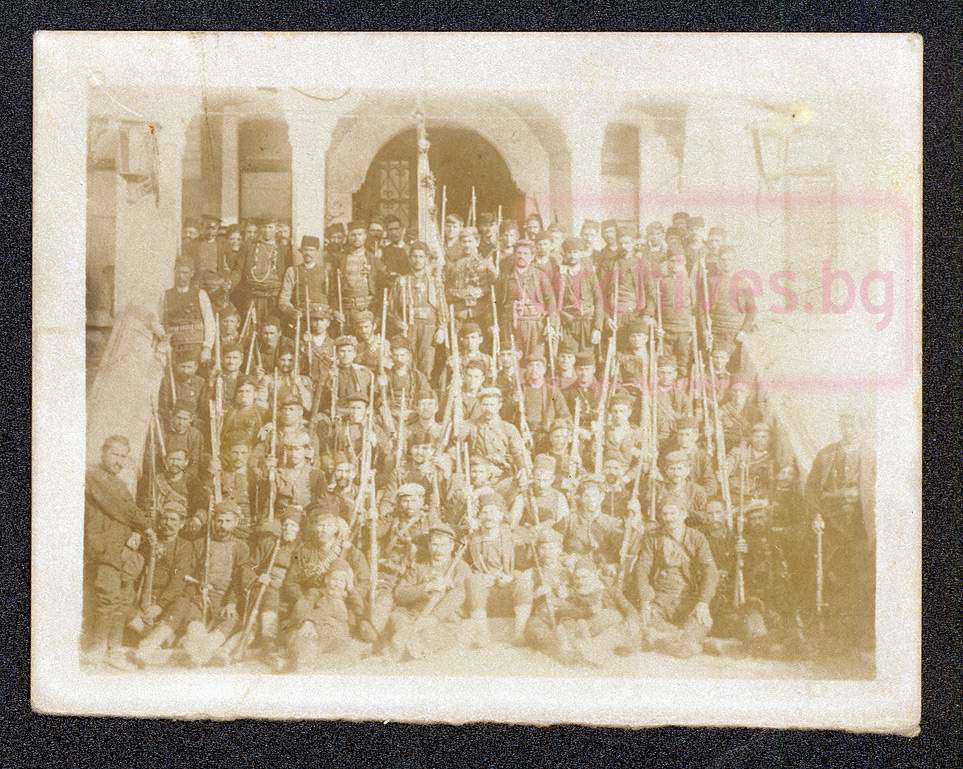
Партизанська рота македонського ополчення під керівництвом Хрісто Чернопєєва, яка брала участь в Першій балканській війні

Младотурецька революція 1908 р. внесла суттєві корективи в життя суспільства македонських земель. Салоніки й Битола (нині місто в Македонії) перетворилися на центри младотурецької партії «Об'єднання та прогрес». Після ухвалення червневої (1908 р.) конституції влада младотурків оголосила загальну політичну амністію, згідно з якою бойовикам четницьких загонів дозволялося повернутися на Батьківщину. На заклик лідера «лівих» ВМОРО Я. Санданського до македонських земель стали повертатися учасники македонського визвольного руху.
Розчарування невтішними наслідками младотурецької революції для майбутнього Македонії призвело до розпаду ВМОРО. Праве крило ВМОРО заснувало власну «Спілку болгарських конституційних клубів». Водночас виникли подібні організації з македонців прогрецької та просербської орієнтації. Відмова младотурків надати македонським землям автономію та започаткована ними політична реакція спричинили відновлення збройного опору четників. Відносини між християнами та мусульманами в македонських землях 1911—1912 рр. загострилися настільки, що ісламські фанатики в деяких районах вчинили різанину православного населення.
Під час Першої балканської війни ВМОРО організувала партизанські загони та ополчення, які брали участь на боці Болгарії і Сербії.
20 грудня 1919 у Софії відбулося таємне засідання активістів ВМОРО, на якому Внутрішня македонсько-одринська революційна організація була відновлена як Внутрішня македонська революційна організація. Зустріч була ініційована членами останнього Центрального Комітету ВМОРО, який обрали 1911 у складі: Тодора Александрова, Петеера Чаулева і Александра Протогерова (замість загиблого під час війни Хріста Чернопеєва).
Після Першої світової війни ВМРО стала знову проявляти активність, посилаючи збройні загони з Болгарії в грецьку і югославську Македонію для проведення терористичних актів проти чиновників, а також місцевих жителів, які їм симпатизували. У 1923 році бойовики ВМРО вбили селянського лідера, прем'єр-міністра Болгарії Олександра Стамболійського, який підтримував дружні стосунки з Югославією. У 1924 р. лідерство в ВМРО перейшло до Івана Михайлова. Михайлов організував вбивство численних політичних опонентів навіть на вулицях Софії, сприяв таємній змові з метою вбивства югославського короля Олександра в 1934 році. Протягом десяти років (1924—1934 рр.) він був фактичним диктатором болгарської Македонії, що відповідало інтересам багатьох поважних осіб в Софії. Однак в 1934 році болгарська військова диктатура припинила діяльність ВМРО, Михайлов незабаром втік до Туреччини. Після цього відносини Болгарії з Грецією та Югославією поліпшилися.

## Міжвоєнний період

### Македонія на початку XX століття

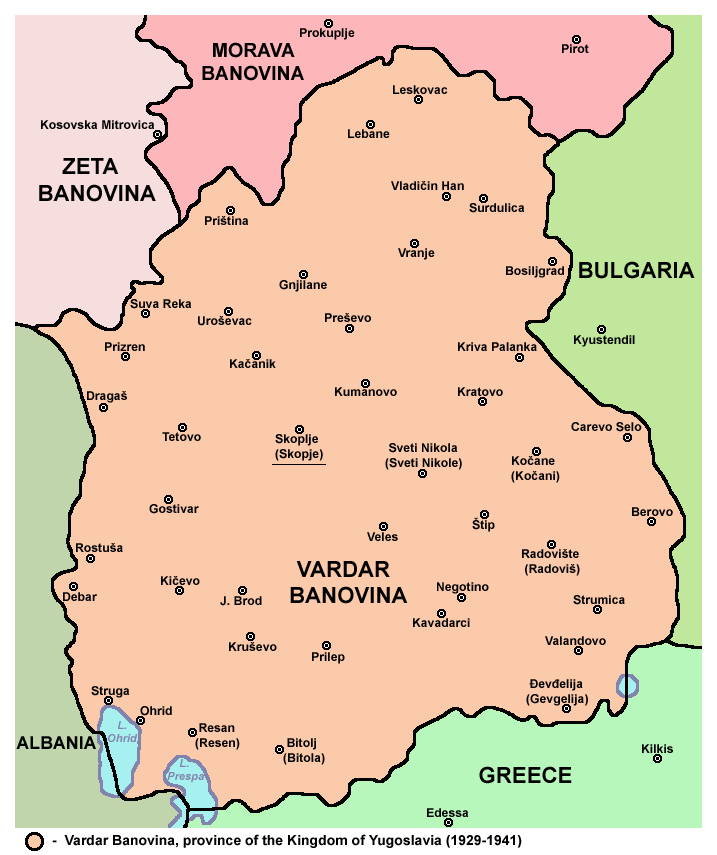
Вардарська Бановина, провінція Королівства Югославії (1929—1941)

Зростання напруженості привело до формування Балканського союзу — антитурецької коаліції країн, який почав розглядати і перспективи вирішення «македонського питання». У жовтні 1912 р. країни Балканського союзу в ультимативній формі зажадали від султана Мегмеда V здійснення реформ і надання автономії Македонії. На початку 1-ї Балканської війни (див. Балканські війни 1912—1913 рр.) болгарські війська зайняли східну частину македонських земель, а сербські — західну.
Після розгрому турецьких військ лідери держав Балканського союзу не згадували про надання автономії Македонії. Позбавлена виходу до Адріатики Сербія вимагала як «компенсацію» територію Вардарської Македонії. Греція претендувала на Салоніки та на частини південно-східних македонських земель, Болгарія прагнула приєднання західномакедонських земель, які були звільнені грецькими та сербськими військами.
Недомовленість щодо поділу території Македонії призвела до укладення в травні 1913 антиболгарської сербо-грецької угоди. Колишні союзники в червні розпочали 2-гу Балканську війну. За її підсумками до Греції відійшла Південна (Егейська) Македонія (48,5 % всієї території), до Сербії — Центральна та Західна (Вардарська — 38 %), до Болгарії — Північно-Східна (Пірінська — 13,5 %). Поділ македонських земель негативно позначився на становищі македонсько-слов'янської етнічної спільності.

### Македонія у складі Югославії
За підсумками Першої світової війни македонські землі були поділені між Грецією («Егейська Македонія», 35 169 кв. км), Королівством сербів, хорватів і словенців (з 1929 р. — Королівство Югославія) («Вардарська Македонія», 25 713 кв. км) та Болгарією («Пірінська Македонія», 6 798 кв. км). Ці країни зобов'язувалися гарантувати національним меншинам захист життя, майна, громадянських прав, забезпечити свободу віросповідання, вживання рідної мови в школах тощо. Однак у дійсності влада на місцях розпочала політику національного гноблення.
У Королівстві Югославія населення Вардарської Македонії вважалося слов'янським, однак македонців називали «південними сербами», а територію, де вони жили, — «Південною Сербією». Серед македонців у «Вардарській бановині» (1929 р.) активно здійснювалася політика сербізації, яка полягала у впровадженні сербської мови у всіх сферах суспільного життя. Болгарські, грецькі і румунські школи були закриті, болгарські священики і всі несербські викладачі були звільнені. Політика сербізації в 1920-х і 1930-х роках зіткнулася з спротивом проболгарськи налаштованої Внутрішньої македоно-одринської революційної організації (ВМОРО), в той час як місцеві комуністи висловилися за шлях самовизначення македонців.

### Друга світова війна
В часи Другої світової війни територія Македонії була зайнята болгарськими військами і згодом анексована Болгарією, яка приєдналася до країн Осі.
У жовтні 1943 року головний штаб Народно-визвольної армії Югославії та партизанських загонів Македонії звернувся з маніфестом до македонського населення, в якому визначалося головне завдання: звільнити край від «великоболгарських, албанських, македонських фашистів» та «великосербських і великоалбанських гегемоністів»; об'єднати всі македонські землі, населення яких увійде до «братнього союзу всіх південнослов'янських народів».
У вересні 1944 року, з наближенням Червоної Армії до румуно-болгарського кордону і оголошенням СРСР війни Болгарії 5 вересня, в країні стався державний переворот, в результаті якого Болгарія вийшла з нацистського блоку і оголосила війну Третьому рейху, а до влади в Софії прийшов Вітчизняний фронт.
Німецькі війська, які окупували Македонію в 1944 році, активно підтримували македонських націоналістів. У зв'язку з виведенням з Македонії болгарських військ з Македонії ввідійшли і німецькі війська, що призвело до відновлення контролю над цією територією військами Югославії
Уряд Великої Британії виступив проти утворення «Федерації південнослов'янських народів». У жовтні 1944 року лідери антигітлерівської коаліції Й.Сталін і Вінстон Черчилль домовилися про розподіл «сфер впливу» на Балканах, згідно з яким у Греції визначилися британські інтереси, а в Болгарії та Югославії отримував переважні позиції СРСР. На Кримській конференції 1945 року лідер Великої Британії категорично висловився проти об'єднання Болгарії та Югославії.

## Соціалістична Республіка Македонія

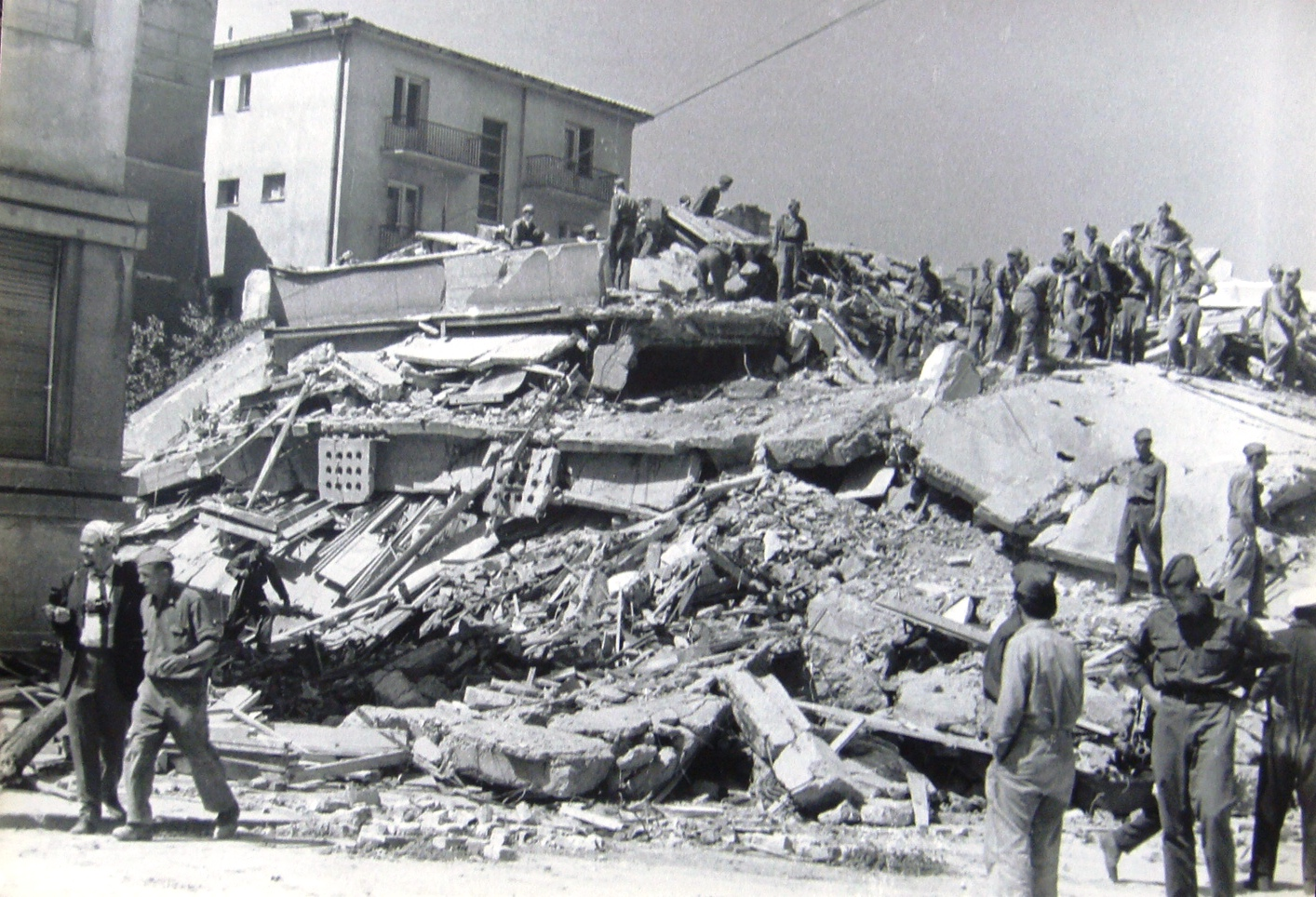
26 червня 1963 о 5:17 за місцевим часом Скоп'є зруйнував землетрус, загинули 1070 мешканців міста.

У липні—серпні 1945 року в Югославії та Болгарії була розгорнута кампанія «із захисту егейських македонців» від утисків з боку грецької влади. Під час розгортання в Греції громадянської війни (1946—1949 рр.) Федеративна Народна Республіка Югославія (ФНРЮ) перетворилася на головну опору грецьких комуністичних повстанців: зі складу греків і македонців на її території утворювалися військові формування; армії надавалася військово-технічна допомога; у Белграді (нині столиця Сербії) діяла радіостанція «Вільна Греція». Грецький уряд звинувачував Югославію та Болгарію в територіальних претензіях.
Прагнення Югославії та Болгарії вирішити за підтримки СРСР власні територіальні проблеми відкидалися західними союзниками антигітлерівської коаліції. На Паризькій мирній конференції 1946 року Болгарії не вдалося домогтися приєднання Західної Фракії, яка відійшла до Греції. Державний статус отримала Вардарська Македонія, яка згідно з Січневою конституцією (1946 р.) Югославії увійшла до складу ФНРЮ як рівноправний суб'єкт федерації під назвою Народна Республіка Македонія (НРМ).

Соціалістична Республіка Македонія в складі СФРЮ.

Відповідно до конституції Соціалістичної Федеративної Республіки Югославія (СФРЮ) 1963 року республіка отримала назву Соціалістична Республіка Македонія (СРМ). За період входження до югославської федерації Македонія перетворилася на індустріально-аграрну країну. Македонськими вченими була створена абетка та здійснена кодифікація правопису македонської мови. У республіці відбулася розбудова системи освіти і науки та проводилися різноманітні заходи в межах «культурної революції». Підготовка фахівців з різних галузей знань здійснювалася в Університеті святих Кирила і Мефодія (Скоп'є), в Університеті св. Клемента Охридського (Битола) та в Педагогічній академії (Тетово). В 1967 році була заснована Македонська академія наук і мистецтв, до складу якої ввійшли два десятки різнопрофільних інститутів та наукових об'єднань.

## 1991—2000 рр

Райони Македонії в яких точилися бойові дії

На перших багатопартійних виборах 20 березня 1991 р. більшість місць у парламенті здобула Внутрішня македонська революційна організація — Демократична партія македонської національної єдності (ВМРО-ДПМНЄ). У січні 1991 р. була прийнята Декларація про суверенітет країни і Македонія, наслідуючи приклад Хорватії і Словенії, відокремилася від Югославії. На референдумі, що відбувся 8 вересня 1991 р., за незалежність проголосувала більшість населення. 17 вересня парламент оголосив про утворення незалежної держави, президентом якої став Кіро Глігоров. У тому ж році македонські албанці проігнорували офіційний перепис населення, а в січні 1992 р. таємно від влади провели референдум, на якому 99 % представників албанської меншини проголосувало за створення територіальної автономії в Західній Македонії. Була зроблена спроба організувати власний перепис населення, що фінансувався ОБСЄ. За оцінками ініціаторів перепису, число албанців становить від 30 до 40 відсотків всіх громадян Македонії.
Стимулом до відокремлення частково був страх перед домаганнями Сербії. Однак насправді Македонія зіткнулася з сильною протидією не Сербії, а Греції. Македонія виношувала ідею об'єднання з тими, хто говорив македонською у північній частині Греції, а афінський уряд побоювався, що незалежна Македонія претендуватиме на грецьку Македонію, і Греція чинила тиск на своїх колег по ЄС і США, наполягаючи на невизнанні нової держави. Переговори про взаєморозуміння між Грецією і Македонією принесли успіх в квітні 1993 р., коли обидві країни погодилися на тимчасову назву країни: «Колишня Югославська Республіка Македонія» (КЮРМ). Це державне утворення було визнане Великою Британією 8 квітня, а сусідньою Албанією — 12 квітня. 13 жовтня 1995 р. були відновлені повноцінні дипломатичні відносини з Грецією, а 8 квітня 1996 — з Югославією.
У грудні 1993 р., з метою підтримання незалежної Македонії в її збройному конфлікті з СРЮ, до країни були введені миротворчі сили ООН.
Перші парламентські і президентські вибори в незалежній Македонії відбулися в жовтні-листопаді 1994 р. У них взяли участь понад 77 % зареєстрованих виборців. У передвиборній боротьбі брали участь 38 політичних партій, у тому числі блок «Союз за Македонію» (Соціал-демократичний союз Македонії, Ліберальна партія і Соціалістична партія); національні македонські опозиційні партії на чолі з ВМРО — ДПМНЄ і Демократичною партією, а також партії, що представляли албанську національну меншину. Ряд великих опозиційних партій після першого туру бойкотували вибори, звинувачуючи керівництво країни у фальсифікації їх підсумків. У результаті у другому турі абсолютну більшість депутатських мандатів (85 із 120) здобув «Союз за Македонію»; до парламенту увійшли Ліберальна і Соціалістична партії, а також національні албанські партії. Коаліційний уряд на чолі з Б. Црвенковським складали представники «Союзу за Македонію» і Партії за демократичне процвітання (ПДП). Президентом Македонії знову став К. Глігоров.
У 1996 р. через розбіжності між СДСМ і Ліберальною партією стався розкол правлячої коаліції «Союз за Македонію», і місце соціал-демократів, які покинули блок, зайняла ПДП на чолі з А. Аліті.
Коли навесні 1998 р. в Косово розгорнулися великомасштабні бойові дії, Македонія в черговий раз опинилася на порозі нестабільності. Влітку 1998 р. ООН ухвалила рішення збільшити кількість своїх миротворців у Македонії. Прагнення уряду сформувати загальномакедонську національну самосвідомість наштовхнулося на спроби албанців створити в рамках Македонії автономію.
18 жовтня і 1 листопада 1998 р. в Македонії пройшли два тури виборів, на яких Соціал-демократичний союз Македонії (СДСМ), що перебував при владі з 1992 р., зазнав поразки. Опозиційна коаліція «За зміни!», до складу якої увійшли ВМРО-ДПМНЄ і Демократична альтернатива (ДА), отримала 66 місць. До неї прилучилися партії, що виражають інтереси етнічних албанців і мусульман, — Партія демократичного процвітання (ПДП) і Демократична партія албанців (ДПА). Своєрідною платою за підтримку стала обіцянка визнати Албанський університет в Тетово. Крім того, на початку 1999 р. парламент Македонії оголосив амністію колишнім мерам Гостівара й інших міст, засудженим у липні 1997 р. за наказ підняти прапори Албанії, що призвело до сутичок і людських жертв. ПДП виступила також за надання албанській мові статусу другої офіційної мови Македонії. У парламенті країни представлені також Ліберально-демократична партія (4 депутатських мандата), Соціалістична партія Македонії (2) і нова етнічна партія Союз циган (1 мандат). Головою Зборів обраний Стоян Андов (н. у 1935).
У сформованому 30 листопада 1998 р. кабінеті міністрів члени правлячої коаліції з двох партій, що перемогли, зайняли 14 місць із 27. Главою коаліційного кабінету (ВМРО-ДПМНЄ, Ліберально-демократичної партії і ДПА) став голова ВМРО-ДПМНЄ Любчо Георгієвський (н. у 1966), який виступав за співпрацю з європейськими партіями консервативного напряму та активне входження до європейських структур — ЄС і НАТО, а також за конструктивний діалог Македонії з усіма сусідніми країнами. Внутрішньоурядові суперечності призвели до відставки уряду 23 грудня. У самому кінці 1999 р. був сформований і затверджений новий кабінет міністрів (ВМРО-ДПМНЄ — 13 міністерських посад, ДА — 7, ПДП — 4) на чолі з колишнім прем'єром Л. Георгієвським.
Термін повноважень президента Глігорова закінчився в 1999 р., і на 31 жовтня були призначені президентські вибори. Провідна опозиційна сила країни — СДСМ — висунула своїм кандидатом Т. Петковського, що проводив передвиборчу кампанію під антиалбанськими гаслами. Петковський у першому турі випередив кандидата ВМРО — ДПМНЄ Б. Трайковського (н. у 1956). У другому турі президентських виборів, що пройшли в середині листопада, Трайковський здобув 53 % голосів виборців, а Петковський — 46 %. Перемога Трайковського була забезпечена за підтримки виборців-албанців.
19 листопада Глігоров склав з себе президентські повноваження, але посада глави держави залишалася вакантною до 5 грудня 1999 р., доки в 21-му «албанському» окрузі не відбулися повторні вибори. СДСМ звинувачувала ВМРО-ДПМНЄ та її коаліційного партнера Демократичну партію албанців у потуранні албанським націоналістам. Петковський прийшов до фіналу з незначним відставанням — 514 735 голосів проти 592 118 голосів, відданих за Б. Трайковського. ВМРО — ДПМНЄ за підтримки Демократичної партії албанців (ДПА) зробила ставку на голоси албанської громади. Лідери СДСМ стверджували, що під час голосування були допущені численні порушення, головним чином у районах компактного проживання етнічних албанців.
Події 1999 р. в Косово стали детонатором нового витка сепаратистського руху албанців у Македонії. З 2000 р. Македонія стала ареною протистояння македонської більшості та албанських меншин. У березні 2001 р. на північному заході країни почалися збройні сутички між урядовими військами та албанцями, що виступали за пропорційну участь у всіх державних структурах, за албанську автономію з центром у місті Тетово в Західній Македонії і навіть за об'єднання всіх албанців (Албанії, Косова, Тетова, Північної Греції) в єдину Велику Албанію. Албанські сепаратисти сформували так звану Армію національного звільнення (АНЗ). Екстремістські елементи албанської етнічної меншини здійснили наступ на Скоп'є за участі сил Армії звільнення Косова.

## Македонія в ХХІ столітті
У квітні 2001 р. Держдепартамент США ухвалив рішення про надання допомоги Македонії в сумі 33 млн дол., з яких прибл. 7 млн дол. йшли на підтримання університету в Тетово, а 17 млн дол. — на військову допомогу македонському уряду.
14 травня 2001 р. в Македонії було сформовано уряд національної єдності за участі основних македонських і двох албанських партій на чолі з прем'єр-міністром Любчо Георгієвським. Після переговорів в місті Охрид 13 серпня 2001 р. лідери основних політичних партій (Георгієвський, Црвенковський, Джафері та Імері), а також президент Трайковський у присутності західних посередників підписали угоду про політичне розв'язання кризи. Одночасно тривала підготовка до введення військового контингенту НАТО, у завдання якого входило роззброєння албанських бойовиків. У кінці серпня 2001 р. перспектива мирного врегулювання конфлікту обговорювалася на зустрічі президентів В. В. Путіна і Б. Трайковського у Києві.
16 листопада 2001 року парламент Македонії ухвалив 15 поправок до чинної Конституції. Зрівняні в правах з православ'ям всі релігії, у тому числі іслам. Офіційною мовою залишається македонська, але другою офіційною мовою у районах проживання не менше 20 % албанців визнається албанська.
15 січня 2019 року албанська мова набула статусу офіційної на всій території Північної Македонії.